# Das System
Das System en français : « Le système » est un terme péjoratif utilisé par les nazis pour désigner avec mépris la République de Weimar, dont le nom officiel est le Reich allemand (Deutsches Reich), et ses institutions. Dans la propagande nazie, le mot est utilisé dans un certain nombre de mots composés : par exemple, la période allant de la Révolution allemande de 1918-1919 à la Machtergreifung de 1933 est appelée Systemzeit, en français : « Le temps du système » et les opposants politiques de les nazis de cette période étaient appelés « partis du système », « politiciens du système » ou « presse du système ». Après 1933, le terme est rapidement adopté dans l'usage courant. 
Une autre expression nazie utilisée pour la république et ses politiciens est « les criminels de novembre » ou « le régime des criminels de novembre » (allemand : novembre-Verbrecher), faisant référence au mois de la fondation de la république en Novembre 1918. Ce terme est également utilisé par d'autres groupes nationalistes.